# 封疆大臣
封疆大臣，又称“封疆大吏”，指中国明、清时期执掌地方（一省或数省）最高军政权力的官员，乃朝廷要员。中國自秦代以來確立中央集權制後，歷代執掌地方最高軍政大權的官職包括秦代的郡守、漢隋兩代與初唐的太守、州牧或刺史、三國和晉代的都督、北周的大總管、隋代的行臺尚書省、唐代的都督、都護和節度使、宋代的轉運使、提點刑獄公事、提舉常平公事和掌軍權的安撫使。遼國的都總管、處置使和轉運使（有些道稱為戶部使、度支使等）、西夏的都統軍、金國的諸京留守司留守帶本府府尹兼本路兵馬都總管、元代的行省丞相和行省平章政事等職銜，這些職銜所存在的朝代雖未有針對這些職務比喻為封疆大吏的說法，但這些職務皆有封疆大吏之實，為封疆大臣發展演變的歷史沿革。直至明代一般被稱為「封疆」之職位有都指挥使、按察使以及布政使，而延至清代，除了通常所指的总督和各省巡抚外，旗兵的最高地方长官—将军亦同被称为“封疆大臣”，因为这些官员均为皇帝亲自任命，且权力极大，类似古代由君主分封疆土的诸侯，故因此而得名。

## 清朝總督
清朝最高級的九位總督包括直隸總督、两江總督、四川总督、閩浙總督、雲貴總督、湖廣總督、兩廣總督、東三省總督和陕甘总督。